# Maurice FitzGerald, 2. Earl of Desmond
Maurice FitzMaurice FitzGerald, 2. Earl of Desmond (* 31. Juli 1336 in Newcastle, County Limerick; † um Mai 1358 in der Irischen See), war ein irischer Adliger.
Er entstammte der hiberno-normannischen Adelsfamilie FitzGerald und war der älteste Sohn des Maurice FitzThomas FitzGerald, 1. Earl of Desmond († 1356), aus dessen zweiter Ehe mit Margaret O’Brien, Tochter des Conor O’Brien, Lord of Thomond.
1350 wurde er mit Lady Beatrice de Stafford († 1415), Tochter des Ralph de Stafford, 1. Earl of Stafford und der Margaret de Audley, 2. Baroness Audley, verheiratet.
Als sein Vater am 25. Januar 1356 starb, erbte er dessen Titel als Earl of Desmond. Nachdem er volljährig geworden war und dem König den Lehnseid geleistet hatte, erhielt er am 16. Oktober 1357 auch den Zugriff auf die Ländereien seines Vaters.
Während einer Überfahrt nach England ertrank er zwischen dem 20. April und dem 5. Juni 1358 in der Irischen See. Seine zum Zeitpunkt seines Todes noch minderjährige Witwe wurde 1359 mit Thomas de Ros, 4. Baron de Ros, verheiratet. Da er kinderlos blieb, fiel sein Titel an seinen jüngeren Halbbruder Gerald.